# Michael Rosonsky
Michael Rosonsky (* 4. Februar 1961 in Lutherstadt Wittenberg) ist ein ehemaliger Tischtennisnationalspieler der DDR. Er wurde in den 1980er Jahren drei Mal DDR-Meister.

## Erfolge
Rosonsky ist Linkshänder. Er spielte von 1979 bis 1990 beim Verein BSG Automation Cottbus. 1988 und 1989 gewann er mit Andreas Mühlfeld als Partner die DDR-Meisterschaft im Doppel sowie 1989 auch im Mixed mit Diana Flach, mit der er bereits 1987 im Mixed-Endspiel stand.
Später spielte Rosonsky beim TSV 1888 Stockheim e.V. in der Regional- und Oberliga, zuletzt 2004/2005 in der Bezirksoberliga. 2005 wechselte er zum TV 1907 Gelnhaar, wo er bis 2013 Punktspiele absolvierte.